# 阿炳故居
阿炳故居，是全國重點文物保護單位之一，位於中國江苏省无锡市梁溪區。
阿炳故居原是無錫洞虛宮的雷尊殿，是知名无锡音樂家華彥鈞（阿炳）出生、成長、生活、創作音樂和離世的地方，並在他離世後收歸國有。保護故居的建議在1978年末至1979年上半年首先提出，在社會上面臨爭議和阻力，其後在1993年4月中國人民政治協商會議第八屆全國委員會幾名委員聯名提案後出現轉機，先後在1994年、2002年分別列入無錫市文物保護單位、江蘇省文物保護單位，修繕計劃擺上日程。故居在2006年5月列為全國重點文物保護單位。阿炳紀念館亦在2007年開放，前後投入近七千萬元人民幣，被《無錫商報》評論為「無錫最昂貴的紀念館」。
阿炳故居曾在2002年11月遭到大規模破壞，被崇安區崇安寺地區改造指揮部的人員試圖清拆，他們事後解釋是不了解文物修繕原則所致，並為故居完成初步的原狀恢復工作。

## 歷史
阿炳故居原是道教宮觀無錫洞虛宮内的雷尊殿，在1874年（同治十三年）洞虚宫重建時設立。
华彦钧（阿炳）在1892年生於洞虛宮，父親是雷尊殿住持华清和，母親是一個寡妇秦嫂；由於道觀清規禁止娶妻，华彦钧起初遭父親送到乡下，後來在八岁因母親死去而被父亲送回雷尊殿，對外宣稱為领养回來的小道士。於是，华彦钧跟父親在雷尊殿当道士，參與拜忏、诵经等法事，並接受父親的音樂訓練，學習二胡、琵琶、笛子等乐器。他成年後住在雷尊殿旁边的瓦房，並在三十餘岁喪父後成為雷尊殿当家。婚後，华彦钧偕妻子住在瓦房的阁楼上。
其後，华彦钧双目失明，被迫卖艺為生；在街頭卖艺期間，他创作了《二泉映月》、《寒春风曲》、《大浪淘沙》、《昭君出塞》等樂曲，其中大部分传世名曲是在故居创作。1950年12月，华彦钧在故居离世，此後雷尊殿和其他附房收归国有，但仍有居民居住於此。

## 保護和開發

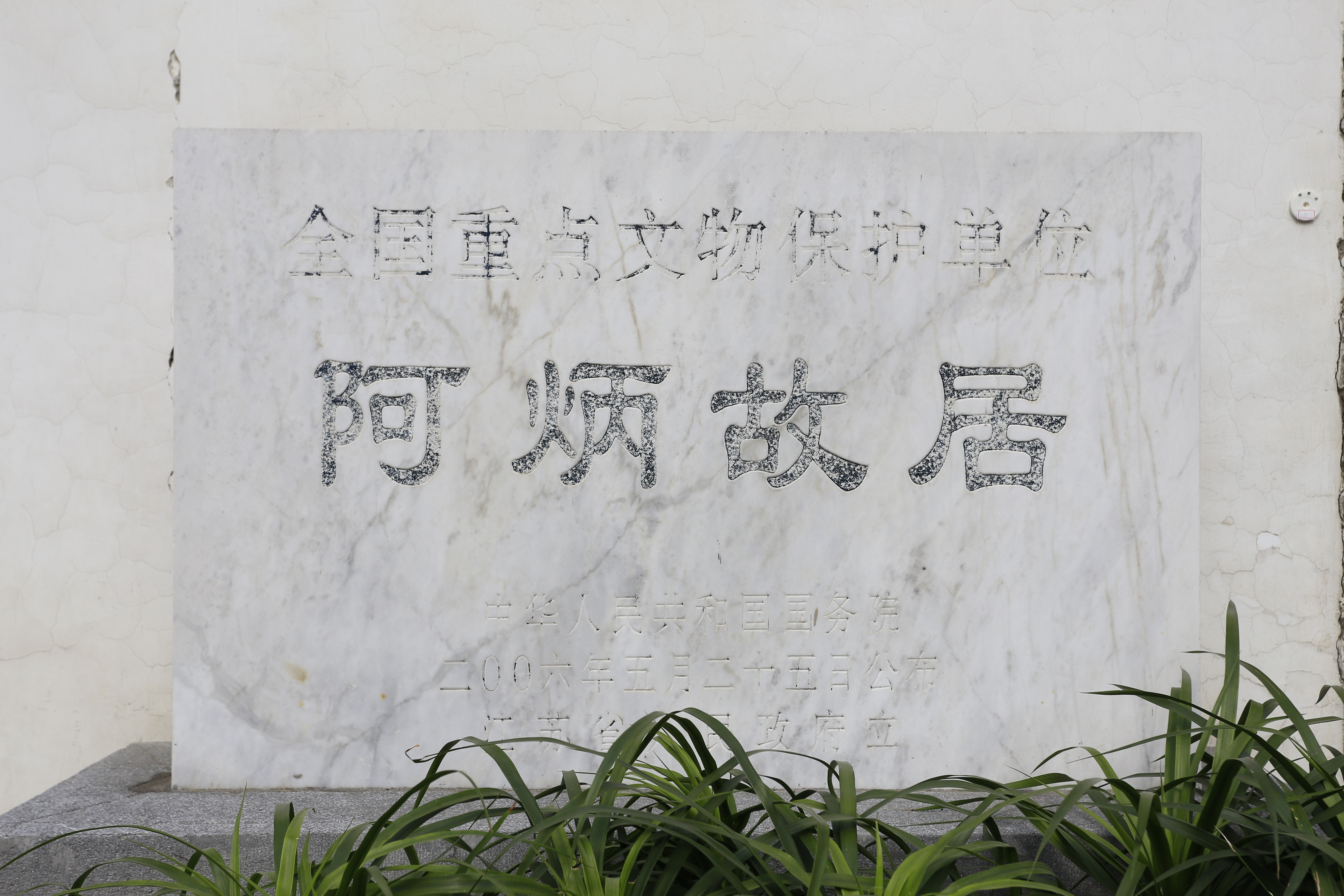
阿炳故居作為全國重點文物保護單位的文保碑

在1978年末至1979年上半年，文史學者夏刚草提出保护、修缮和开放阿炳故居。這建議起初引起相當大的爭議，反對者批評華彥鈞的音樂作品曲高和寡，而且個人生活不检点，故質疑修缮故居會令无锡人丟臉；在爭論激烈之際，有杂志發表題為〈西门庆和阿炳的对话〉的諷刺性文章，指出《水滸傳》和《金瓶梅》的反面人物西門慶尚且有紀念建築物，華彥鈞被譽為大艺术家、其故居卻破破烂烂，這篇文章成功遏止反對修缮阿炳故居的聲音。儘管如此，阿炳故居的保護工作仍然遭受一定的阻力和压力，這是因為華彥鈞「瞎子阿炳」的形象不佳，而且故居殘破、有碍观瞻，加上故居所在地的土地價格高昂，出让土地比保護故居的经济收益較大；雖然主張保護故居的人士极力争取，但故居在1983年和1986年公布无锡市文物保护单位時都未有列入。
到了1993年4月，中國人民政治協商會議第八屆全國委員會委员刘炳森、叶文玲、吴祖光等七人在八屆一次会议上联名提案，題為〈建议修缮阿炳故居，克服极“左”意识的干扰〉（第1418号提案）；无锡市文管会便正式提出修缮阿炳故居，得到中國共產黨無錫市委員會和無錫市人民政府的同意，令阿炳故居的保護工作出現轉機。1993年正值华彦钧诞辰100周年，錫山經濟技術開發區、东亭镇政府、春合村村民委員會在同年联合為位於東亭的阿炳祖居（阿炳出生後為父親送至祖居撫養至8歲）進行修缮工程；重修完成後，春合社区居委退休干部张爱芬出於對華彥鈞和《二泉映月》的喜爱，主動提出承擔阿炳祖居的管理工作，义务打理故居和接待参观者。
1994年，阿炳故居列入第三批无锡市文物保护单位；在《中華人民共和國文物保護法》和政府批文的限制、以及民眾监督之下，阿炳故居維持原貌，但沒有资金作全面修缮。1998年，中國共產黨無錫市委員會和無錫市人民政府指出，城市需要文化，文物應該得到修缮；於是，阿炳故居的全面修缮计划得以摆上日程。2002年10月，阿炳故居列入江苏省文物保护单位。對於故居的具體保護方案，社會上出現了兩種觀點：一是把故居與崇安寺商业地块结合改造，直接拆除重建；二是修旧如旧，以保留故居的真实环境。
2002年11月，崇安区崇安寺地区改造指挥部的人員想改造老城区落伍的城市建设，計劃清拆與周围环境不協调的房屋，因而對阿炳故居進行破壞，並聲言於十日內拆掉故居。同月20日至22日，阿炳故居遭到大規模破壞，以致面目全非：故居屋顶先被揭去瓦片、後來整个揭起，墙上寫上了紅色的「拆」字，室内狼藉一片。在民眾举报後，无锡市文化局文物处處長來到故居现场，下令停止清拆，並采取抢救措施；改造指挥部的有关人员其後在24日前完成初步的原状恢复工作，並表示先前的清拆行動是由於不了解文物修缮原则所致。阿炳故居遭到破壞的消息引起民眾巨大反响，也令故居修复事宜真正受到重视。
2004年，阿炳故居的修缮計劃到了立项階段，由崇安区城投属地管理承接；修缮工作由政府投入逾一千万人民幣，在2005年12月开始，歷時兩年。期間，故居在2006年5月列為第六批全国重点文物保护单位中的近现代重要史迹及代表性建筑。阿炳纪念馆在2007年开放，由中华人民共和国前领导人李岚清题写馆名，此後免费开放，接待了各地的遊客，包括日中友好协会中国音乐研究会的十多名成員。纪念馆其後進行了多項工程，前后投入近七千万元人民幣，被《無錫商報》評論為「无锡最昂贵的纪念馆」。

## 建築結構
阿炳故居是一個坐北朝南的院落，前后分為两进（两排平房），保留了六间建筑及前庭院内三间阿炳居室，均是硬山式屋顶的平屋，整体帶有晚清江南普通建筑的特色。室內的陈設大都維持阿炳居住時的原狀，陈設简陋，光线暗淡。故居原址改建的阿炳纪念馆佔地1,800平方米，分為五個展陈厅，名為生平厅、成就厅、生活起居厅、音乐赏析厅、无锡道教音乐文化厅；這些展陈厅內展覽了文物资料，介紹阿炳的生活场景、人生经历和艺术成就。